# ビートソニック
株式会社ビートソニック(英：Beat-Sonic, Inc.)は、愛知県日進市に本社を置くカーエレクトロニクス機器およびLED照明機器を製造、販売するメーカー。

## 概要
「“こんな事できるの！？”を創りだす」をミッションに掲げ、AV関連機器を中心にカーエレクトロニクス機器を企画、製造、販売している。2010年代初頭からLED照明機器にも参入し、主にLED電球を手掛けている。

## 歴史

### ビートソニック設立までの経緯
1947年、名古屋市に生まれた戸谷勉は、幼い頃から工作やものづくりに関心を持っていた。大学時代には電気工学を専攻し、その後、映像機器の製造業者であるエルモ社に新卒として入社した。エルモ社は当時、映写機やOHPなどの映像関連機器を手掛ける企業として知られていた。
エルモ社在籍時、戸谷は設計士として映像機器の設計を行っていたが、自らの製品企画が多くの場合で採用されない状況に直面していた。これと、当時の映像機器市場の状況を考慮し、戸谷はエルモ社を退職して独立を選ぶ道を選んだ。独立後の初期の活動として、受託での設計業務を行いながら、1989年（平成元年）に名古屋市で行われた世界デザイン博覧会のトヨタパビリオンなどのプロジェクトにも関与した。
独立してからの経験や知識を背景に、戸谷はクルマのシートに振動ユニットを取り付け、音楽を体感する新しい方式のオーディオシステムを考案した。このアイデアを基に、1991年3月に株式会社ビートソニックを設立。これにより、戸谷は自らのアイディアと技術を商業化する形で、新しいビジネスへと踏み出すこととなった。

### 成長期
- 1991年: 名古屋市天白区を拠点に戸谷勉により株式会社ビートソニックが設立。創業当初から、戸谷の技術とアイディアを活かし、革新的な製品開発に取り組む姿勢を持っていた。
- 1996年: 事業の拡大を背景に、本社の拠点を愛知県日進市へと移転。新たな拠点では、更なる研究開発の推進や、製品の製造・販売を行っていく。
- 1996年: 以前からの戸谷のアイディアである「体感オーディオシステム」に関する特許を、国内および米国で正式に取得。
- 2004年: また新たな技術として「車載LANインターフェースアダプター」に関する特許を取得。このアダプターは、車載情報通信システムとしての新しい機会を生む技術であった。
- 2004年: さらに同年、愛知県西加茂郡三好町（現・みよし市）に、ビートソニックの製品を中心に展示・販売する直営店「カーデン」をオープン。直接顧客との接点を持ち、市場のニーズを直接感じる場として機能する。
- 2008年: 米国ラスベガスで開催される自動車関連の大型展示会、SEMA SHOWに初めて出展。この展示会は、自動車業界の最新の技術やトレンドが一堂に介する場であり、ビートソニックとしても新しい市場へのアプローチとして参加。
- 2009年: さらに翌年、同じく米国ラスベガスでのCESにも初出展。CESは世界最大級のエレクトロニクス展示会であり、ここでの出展はビートソニックの技術と製品が国際的に認知される契機となる。
- 2009年: 同年、新たな技術として「交換式アンテナ（ドルフィンアンテナ）」に関する特許を取得。このアンテナは、形状やデザイン性を持つとともに、機能性にも優れたものとなっており、ビートソニックの技術力の一端を示すものであった。

この期間中、ビートソニックは継続的に新技術の特許を取得し、国際的な展示会への出展を通じて、その技術と製品を国際市場に紹介していった。

### 照明事業への参入とクラウドファンディングの成功
2010年頃、ビートソニックはLED照明事業へと進出した。しかしこの新しい事業分野では、当初の期待に反してスムーズに事業が進展することはなかった。アクア球や影美人といったニッチな需要を取り込む製品は市場に投入されたものの、大手電機メーカーとの競合や販路の確立が難しく、販売は伸び悩んでいた。
しかし、2014年に転機が訪れる。海外の展示会において、フィラメント型のLED電球の存在を知ることとなり、これを機にLED電球のサプライヤーと手を組み、「Siphon」という新しいLED電球を共同開発することとなった。この新製品の展開にあたり、ビートソニックは当時まだ黎明期にあったクラウドファンディングの潜在力に着目した。知名度や販路が未確立の会社でも、クラウドファンディングを通じて広範な顧客層や支持を獲得できるとの考えから、プロジェクトの立ち上げを決定した。
この結果、クラウドファンディングサイト「Makuake」で「Siphon」のプロジェクトを実施。その結果、当時のプロダクト系クラウドファンディングとしては歴代一位の金額を集めることに成功し、ビートソニックの取り組みはテレビ番組や雑誌など多くのメディアに取り上げられることとなった。特に、地方の中小メーカーがクラウドファンディングを駆使して、異業種への参入を果たす姿は、多くの人々にとって新鮮であり、その背景にあった独自性や挑戦精神が大きな反響を呼んだ。
その後も、ビートソニックは引き続き事業を拡大。2020年には戸谷大地が代表取締役に就任し、2021年には創立30周年の節目を迎えることとなった。

## 製品

### カーエレクトロニクス機器
- 体感オーディオシステム
- インターフェースアダプター
- ハイエンド真空管アンプ
- ドルフィンアンテナ
- 車載用モバイルホルダー
- 映像インターフェース「AVXシリーズ」
- HDMI映像インターフェース「HVXシリーズ」
- 純正オーディオ良音キット「TOONシリーズ」

### LED照明機器
- LED電球「アクア球」
- LED電球「影美人」
- LED電球「美影」
- LED電球「Siphon」
- 照明器具ブランド「muni」

LED照明「影美人」は2013年、「歯間つまようじ」は2014年、「Siphon Grande」は2017年にグッドデザイン賞を受賞した。

## 海外拠点
- ビートソニックUSA
- ビートソニックNigeria